# Myrcia anomala
Myrcia anomala är en myrtenväxtart som beskrevs av Jacques Cambessèdes. Myrcia anomala ingår i släktet Myrcia och familjen myrtenväxter. Inga underarter finns listade i Catalogue of Life.